# Nessuno (Baustelle)
Nessuno è un brano musicale del gruppo musicale italiano Baustelle, pubblicato il 5 giugno 2013 come singolo promozionale estratto dall'album Fantasma.

## Il brano
Nessuno è, a detta di Francesco Bianconi, "un credo, una dichiarazione di intenti, anche a volte minacciosa, una chiamata alle armi, ma è anche una canzone d'amore."
Il testo è stato scritto da Francesco Bianconi, mentre la musica, dal suono che ricorda le colonne sonore come altre canzoni dell'album, è opera dello stesso Bianconi, di Rachele Bastreghi ed Ettore Bianconi (fratello di Francesco e noto col nome d'arte di Absent).
Il testo parla di un mondo corrotto in cui ricercare la purezza, e come altri scritti da Bianconi vi è un recupero della "sacralità" perduta dell'amore fisico:

## Il video
Il 5 giugno 2013 è stato diffuso in anteprima sul sito de La Repubblica il video del brano, diretto da Gianluca Moro e Daniele Natali.
Il video tratta, come affermano i Baustelle, dell'argomento della canzone in una sorta di cortometraggio incentrato sulla "ricerca di assoluto e d'innocenza in tempi deteriorati e colpevoli, in fin dei conti si sposava bene con la rappresentazione di un funerale. Un funerale magico, con una bambina che non è più una bambina, nel suo mondo di soldatini di plastica, marionette e processioni nel bosco. Un funerale alla giovinezza. Che, diceva bene Sandro Penna, è forse “soltanto questo perenne amare i sensi e non pentirsi”; ma che, a volte, il buio dell’anima e della storia tende a mortificare".
Protagoniste sono Lucia Tamba, la bambina presente sulla copertina e nei video di presentazione dell'album, e l'attrice Elettra Mallaby, che interpretano lo stesso personaggio in due diverse fasi della vita.

## Tracce
Download digitale
1. Nessuno - 5:49

## Formazione

### Gruppo
- Francesco Bianconi - testo, voce
- Rachele Bastreghi - organo, pianoforte, voce
- Claudio Brasini - chitarra elettrica, chitarra acustica, chitarra classica

### Altri musicisti
- Enrico Gabrielli - clavicembalo
- Sebastiano De Gennaro - windchimes, timpani

### Orchestra
- The Film Harmony Orchestra arrangiata da Enrico Gabrielli